# 서울 초안산 분묘군
서울 초안산 분묘군(서울 楚安山 墳墓群)은 대한민국 서울특별시 노원구 월계동에 있는 조선시대의 무덤군이다. 2002년 3월 9일 대한민국의 사적 제440호 초안산조선시대분묘군으로 지정되었으나, 2011년 현재의 명칭으로 변경되었다.

## 개요
초안산 조선시대 분묘군은 양반분묘에서 서민 민묘까지 다양한 계층의 무덤 1,000기 이상과 상석, 문인석, 비석, 동자상 등 수백여 기의 석물들이 있는 곳이다.
15세기 이래 서민, 중인, 내관, 상궁, 사대부에 이르기까지 다양한 계층의 각종 문관석과 동자상 등이 시기별로 다양하게 분포하고 있다. 특히 내관의 분묘가 많은데 그 중에는 17세기 내관이었던 승극철 부부의 묘와 비석이 있어 내관의 생활사 연구에 자료가 된다.
조선시대 여러 계층의 분묘가 집중적으로 섞여 있는 곳은 흔치 않은 예로 초안산조선시대분묘군은 특정계층의 분묘를 비롯해 사대부에서 서민에 이르기까지 오랜 기간 동안 무덤을 조영하여 묘제 변천과정을 파악하는데 중요한 자료이다. 또한 남아 있는 문인석, 동자상 등 석물의 형태가 매우 다양하여 석물변천사 연구에도 매우 귀중한 자료이다.

## 같이 보기
- 초안산

## 참고 자료
- 서울 초안산 분묘군 - 국가유산청 국가유산포털